# Okres Rokycany
Okres Rokycany (Rokycansko) se nachází v západních Čechách, v severovýchodní části Plzeňského kraje. Okresním městem jsou Rokycany.
Rozlohou je okres druhý nejmenší v kraji (po okrese Plzeň-město). Počtem obyvatel se řadí na poslední místo v rámci kraje, do roku 1996, kdy vznikl okres Jeseník, byl dokonce i nejméně lidnatým okresem v celé České republice. Hustota zalidnění okresu je v porovnání s průměrnou lidnatostí kraje nadprůměrná.
V Plzeňském kraji sousedí s okresy Plzeň-jih (na jihu), Plzeň-město (na západě) a Plzeň-sever (na severu a západě). Dále okres sousedí se Středočeským krajem – s okresy Rakovník (na severovýchodě), Beroun (na východě) a Příbram (na jihovýchodě).
V okrese se nacházejí tři pověřené obce (Rokycany, Zbiroh a Radnice), území okresu je totožné se správním obvodem obce s rozšířenou působností Rokycany.

## Vývoj územní struktury
Poprvé v historii vznikl politický okres Rokycany v roce 1905, do té doby byl pouze okresem soudním (od roku 1850) v rámci politického okresu Plzeň.
Za druhé světové války byl politický okres Rokycany opět dočasně zrušen a následně, při správní reformě v roce 1949, opět obnoven. Tehdy do jeho území náležely i např. oblasti v dnešním vojenském újezdu Brdy (dnes na Příbramsku) a obec Mokrouše (dnes okres Plzeň-jih). Naopak k němu nepatřila území dnešních obcí Smědčice (dříve okr. Plzeň), Liblín a Bujesily (dříve okr. Plasy).
Po vyhlášení nové ústavy a s tím spojené reformy územní správy z 11. července 1960 do konce roku 2015 se území okresu neměnilo, měnil se pouze počet obcí do něj zahrnutých.
K 1. lednu 2016 se rozloha okresu zvětšila o několik katastrálních území ze zaniklého vojenského újezdu Brdy (7 katastrálních území, 11 budov, 21 obyvatel):
- Dobřív v Brdech (rozloha 15,0 km²[3], 0 budov, 0 obyvatel) k obci Dobřív
- Mirošov v Brdech (rozloha 2,1 km²[4], 0 budov, 0 obyvatel) k obci Mirošov
- Skořice v Brdech (rozloha 20,0 km²[5], 9 budov, 21 obyvatel – jde zejména o osadu Kolvín) k obci Skořice
- Strašice v Brdech (rozloha 26,9 km²[6], 2 budovy, 0 obyvatel) k obci Strašice
- Štítov v Brdech (rozloha 1,3 km²[7], 0 budov, 0 obyvatel) k obci Štítov
- Těně v Brdech (rozloha 15,9 km²[8], 0 budov, 0 obyvatel) k obci Těně
- Trokavec v Brdech (rozloha 0,2 km²[9], 0 budov, 0 obyvatel) k obci Trokavec

| Rok            | 1869   | 1880   | 1890   | 1900   | 1910   | 1921   | 1930   | 1950   | 1961   | 1970   | 1980   | 1991   | 2001   | 2007   | 2011   | 2021   |
| -------------- | ------ | ------ | ------ | ------ | ------ | ------ | ------ | ------ | ------ | ------ | ------ | ------ | ------ | ------ | ------ | ------ |
| Počet obcí     | —      | —      | —      | —      | —      | —      | 55     | —      | 57     | 27     | 57     | 68     | 68     | 68     | 68     | 68     |
| Počet obyvatel | 55 724 | 58 284 | 57 091 | 55 382 | 54 406 | 53 468 | 53 474 | 46 958 | 50 550 | 48 831 | 48 132 | 46 118 | 45 820 | 46 560 | 47 477 | 48 809 |
| Počet domů     | 6 283  | 7 018  | 7 147  | 7 265  | 7 584  | 7 836  | 9 436  | 10 982 | 10 751 | 10 775 | 10 539 | 12 437 | 13 196 | —      | 14 202 | 15 539 |

## Přírodní podmínky

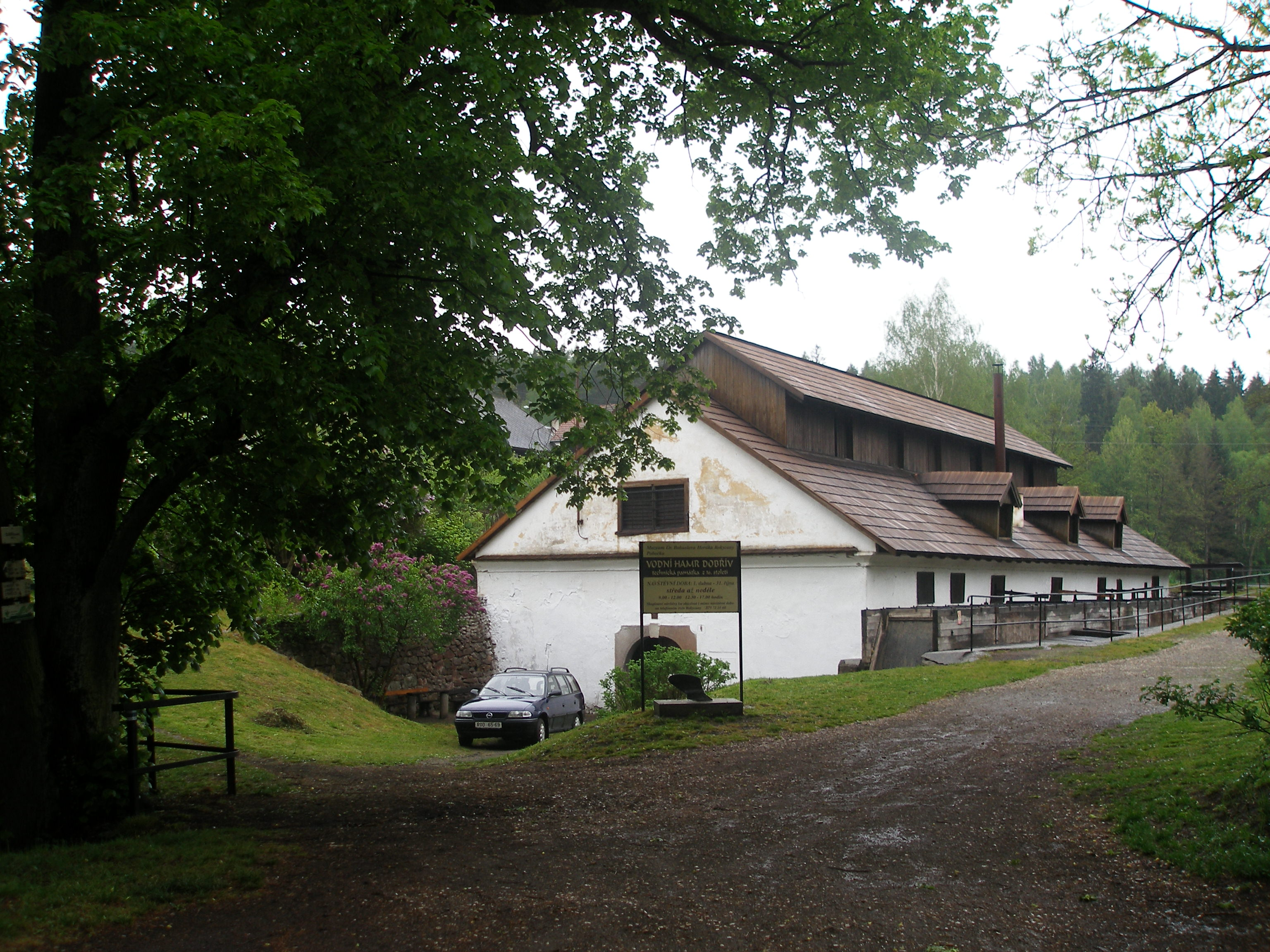
Vodní hamr v Dobřívě je významnou technickou památkou.

### Struktura povrchu

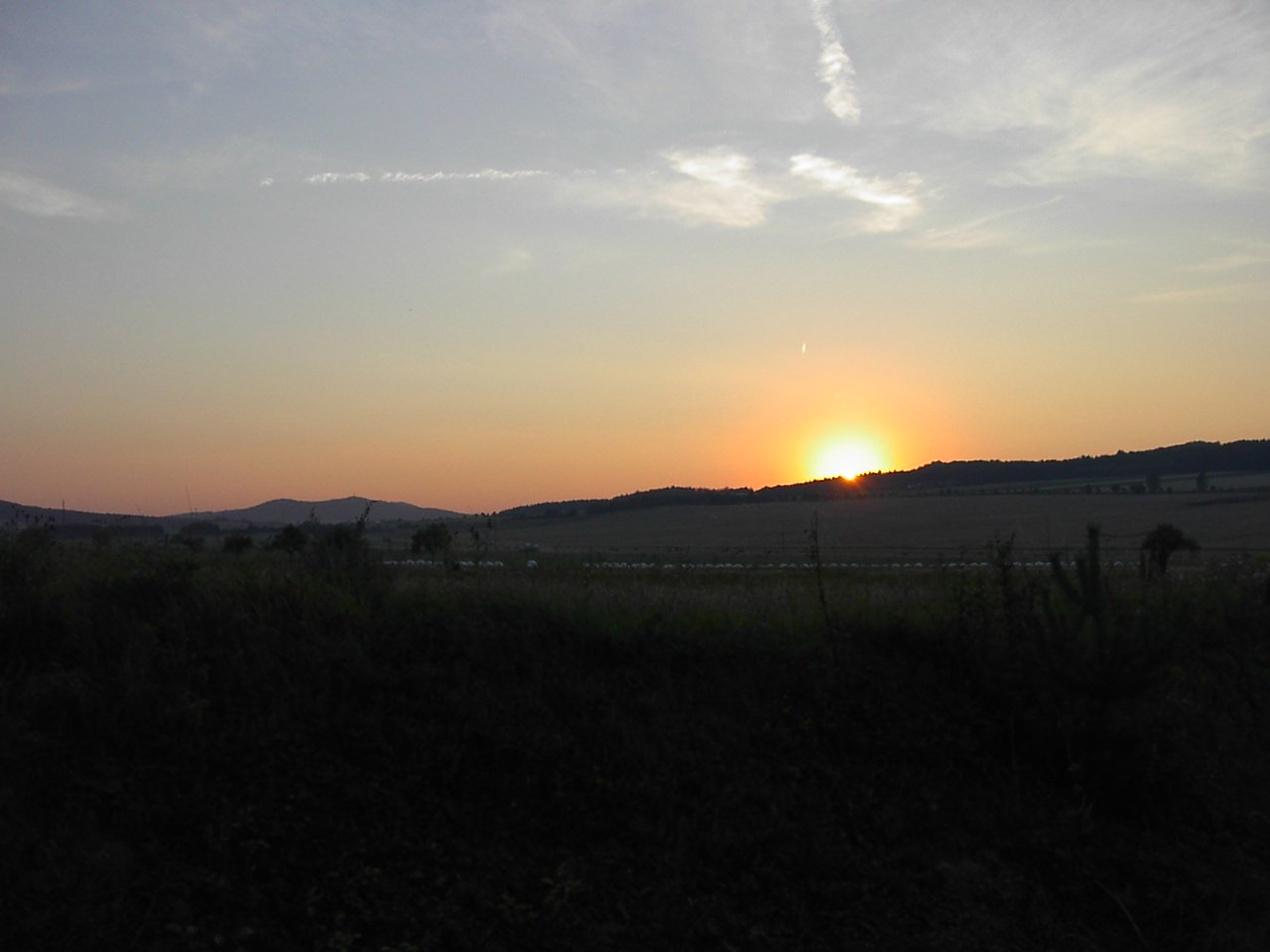
Západ slunce nad hřebenem Radče.

Území okresu leží v nadmořských výškách od 250 do 750 metrů. Celá západní část okresu je položena spíše níže, jeho přirozenou severozápadní a severní hranici tvoří údolí řeky Berounky. Východně od Radnic a Rokycan se zvedá masiv Radče – součásti Křivoklátské vrchoviny. Najdeme tam nejvýše položená místa okresu. Východní a jihovýchodní hranici okresu potom tvoří úpatí Brdského pohoří, v jehož centrální části se rozkládá rozsáhlý vojenský újezd. Oblasti mezi Rokycany, Radnicemi a Zvíkovcem a jižně od Zbiroha jsou zemědělsky využívány.
Nejvyšším bodem okresu byl do konce roku 2015 centrální masiv Radče (723 m), kóta Brno (718 m). Východně od Rokycan se nad obcí Svojkovice tyčí dominantní vrch Žďár (630 m), ze západní strany uzavírá Rokycanskou kotlinu Čilina (523 m). Na severovýchodě okresu, v prostoru CHKO Křivoklátsko, je nejvyšším vrcholem Těchovín (616 m). Po zániku vojenského prostoru Brdy k 1. lednu 2016 se území okresu rozšířilo o oblast Třemšínské vrchoviny a Třemošenské vrchoviny a nejvyšším místem se stal západní vrchol Koruny (832 m).
Nejvýše položenou obcí okresu je podbrdský Trokavec (615 m). Naopak nejníže položenou obcí je Liblín (312 m) – na řece Berounce.
Nejníže položený bod okresu najdeme v katastru obce Čilá, v místě, kde řeka Berounka opouští území západních Čech (250 m).

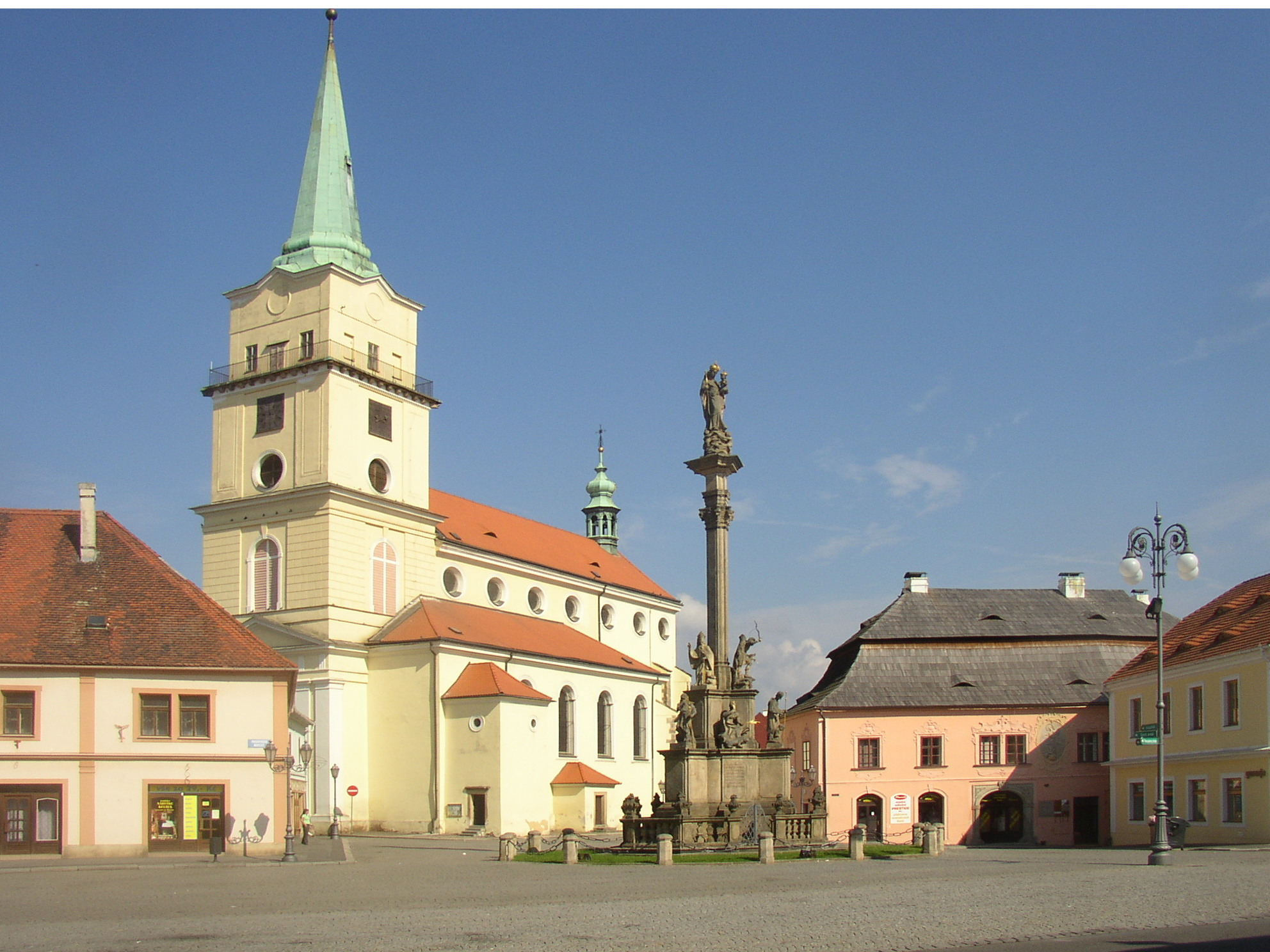
Gotický kostel Panny Marie Sněžné na náměstí v Rokycanech.

K 31. prosinci 2003 měl okres celkovou plochu 575,08 km², z toho:
- 47,05 % zemědělských pozemků, které ze 74,14 % tvoří orná půda (34,88 % rozlohy okresu)
- 52,95 % ostatní pozemky, z toho 81,06 % lesy (42,92 % rozlohy okresu)

### Vodstvo
Celý okres je odvodňován řekou Berounkou, jejíž tok skoro 42 km přibližně kopíruje okresní hranici.
Centrálními oblastmi okresu neprotékají významnější vodní toky – jedná se zejména o potoky a říčky stékající z Brd. Okolí Zbiroha s četnými rybníky je odvodňováno Zbirožským potokem pramenícím pod Sirskou horou.
Z centrálních Brd stéká Klabava, která protéká Strašicemi, Dobřívem a Hrádkem, a na které byla v roce 1957 mezi stejnojmennou obcí a Ejpovicemi vybudována vodní nádrž Klabava. Vody ve vodní nádrži zadržuje 15 m vysoká přehradní zeď, maximální hloubka nádrže je 15 m a převládajícím významem je ochrana před povodněmi. Dále po proudu se nachází vodní nádrž Ejpovice, což je zatopený bývalý železnorudný důl.
Jižní, podhorskou část okresu odvodňuje Kornatický potok do Úslavy a dále do Berounky.
V povodí Zbirožského potoka nalezneme rozsáhlou rybniční soustavu. Největším rybníkem je Štěpánský rybník mezi Cheznovicemi a Mýtem (48 ha), rozsáhlý je také Cekovský rybník (33 ha) u Cekova a Dolejší kařezský rybník (32 ha) u Kařeza.

### Nerostné bohatství

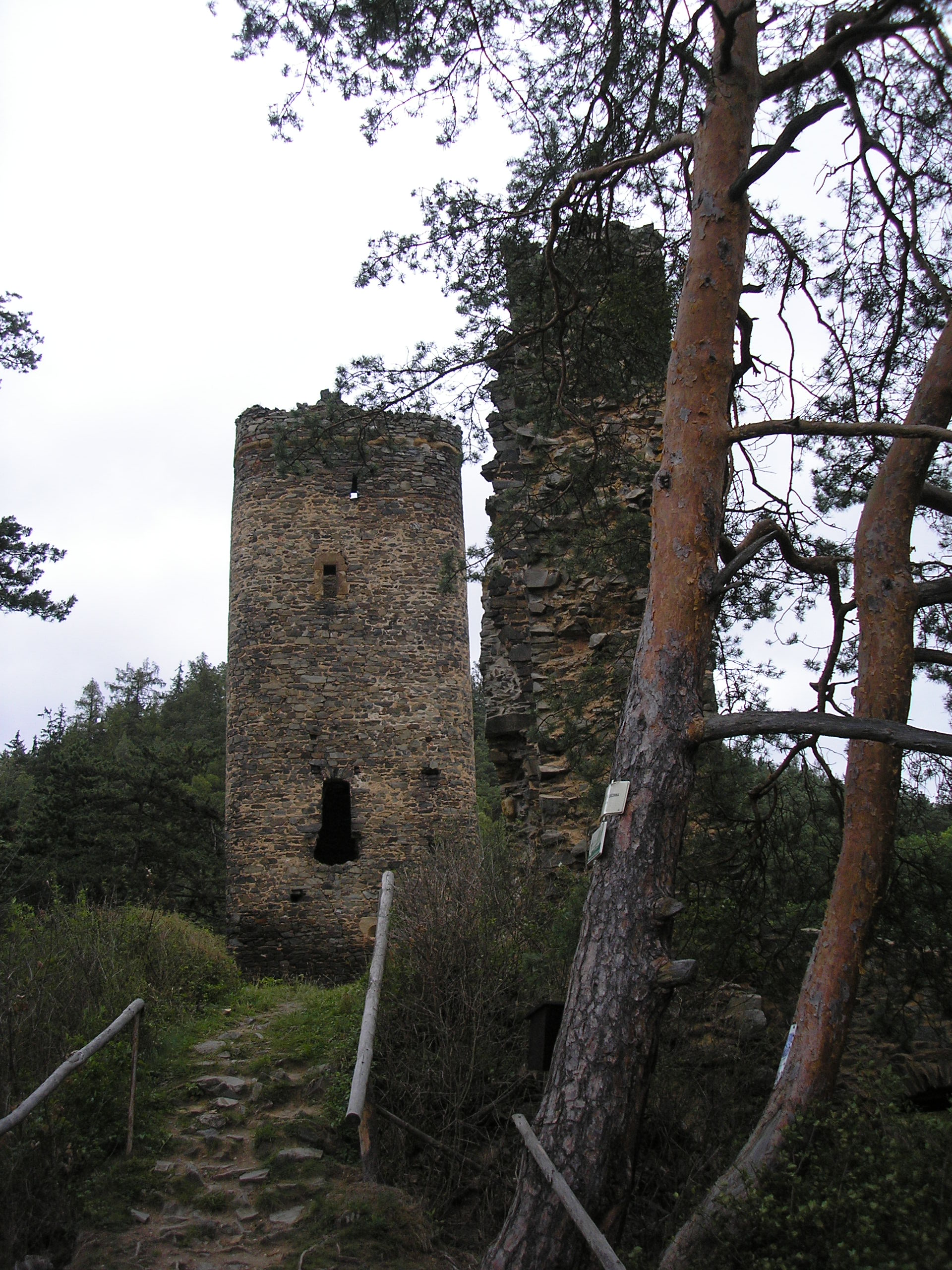
Zřícenina hradu Libštejn u Liblína.

Rokycansko bylo v minulosti velmi bohaté na nerostné suroviny.
V Radnické pánvi se až do roku 1987 těžilo černé uhlí, dnes jsou ložiska vytěžena. Mezi Klabavou a Ejpovicemi byla ložiska méně kvalitní železné rudy, která byla upravována v přilehlém závodě Železnorudné doly a hrudkovny Ejpovice. Těžba i úprava byly zastaveny v roce 1967.
Okres byl také relativně bohatý na stavební suroviny – písek a kámen. Kamenolomy najdeme na okrese u Těškova a u Třebnušky (obec Zbiroh). Provozovatelé lomu v Třebnušce hodlají těžbu dále rozšiřovat, čímž narazili na odpor tamních obyvatel a ekologických sdružení.
V Kařeze se až do roku 1974 těžily cihlářské jíly, které využívala tamní cihelna.

## Hospodářství okresu
Skladbou hospodářství se okres Rokycany řadí mezi okresy průmyslově-zemědělské. Míra registrované nezaměstnanosti dosahovala v listopadu 2007 – 3,5 %.

### Zemědělství
V okrese je 272,22 km² zemědělské půdy. Největší zemědělské společnost (většinou nástupnické organizace původních JZD) sídlí ve Zbiroze, v Oseku, v Kladrubech a v Příkosicích. Na zemědělské výrobě je nezanedbatelný také podíl soukromě hospodařících rolníků. Přibližně 12 000 ha zem. půdy je využíváno k pěstování obilovin, zvětšují se osevní plochy řepky olejné (2 100 ha v roce 01); asi 350 ha zabírají osevní plochy luskovin na zrno a 120 ha je osázeno bramborami. Do nejsevernějších oblastí okresu zasahuje žatecko-rakovnická chmelařská oblast.
V živočišné výrobě převládá chov skotu (cca 12 tis. ks), prasat (cca 19 tis.) a drůbeže.
Skoro 25 000 ha zabírá na okrese lesní půda. Většina lesů na Rokycansku byla po restituci vrácena šlechtickému rodu Colloredo-Mannsfeldů, kteří je dnes, spolu s několika chovnými rybníky, opět obhospodařují.

### Průmysl

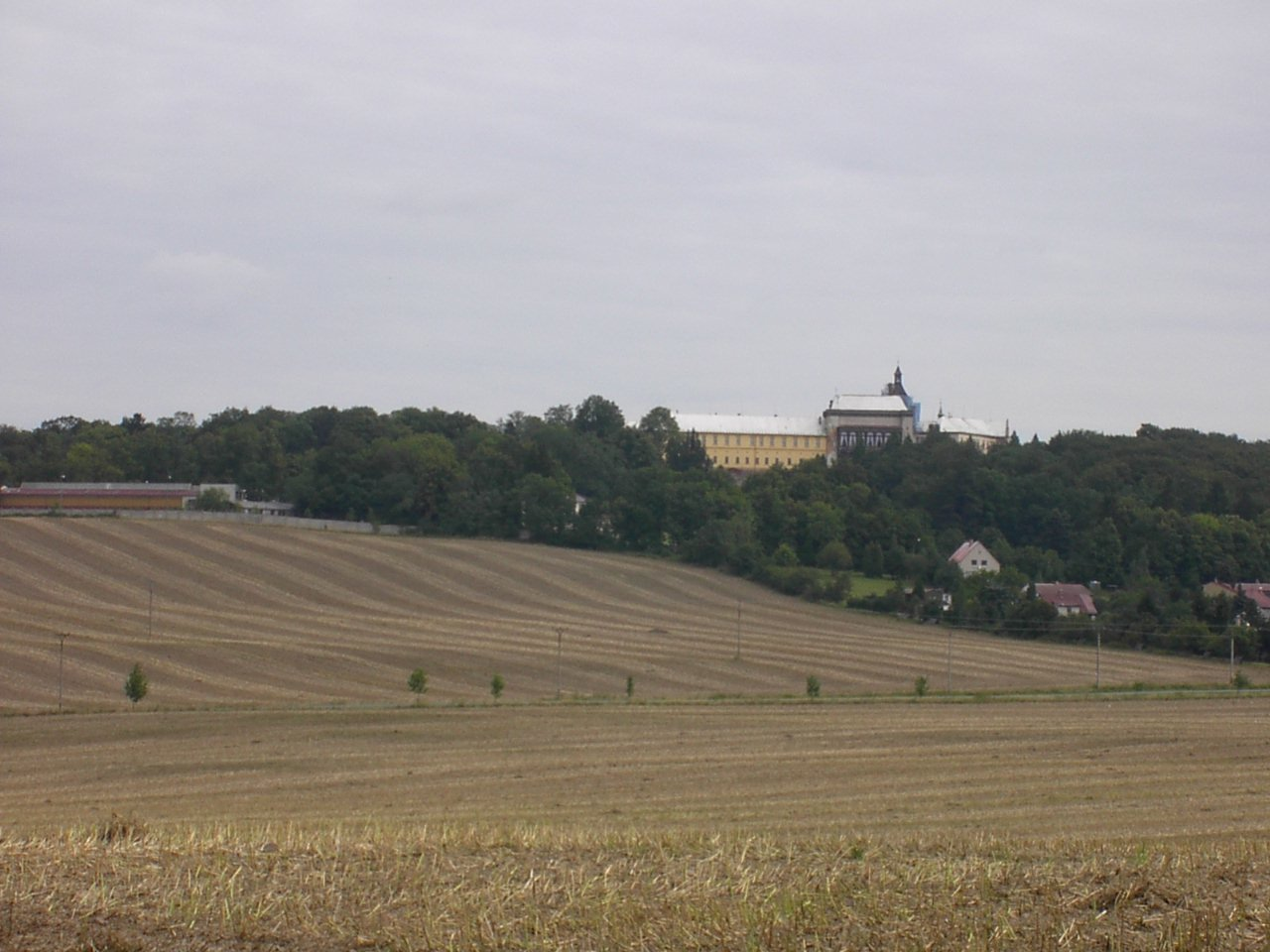
Zbirožský zámek v pohledu od Švabína.

Rokycansko je jednou z tradičních oblastí výskytu hutnického průmyslu v ČR. Hutnictví a železářství má na okrese kořeny již od 16. stol. – s počátky hutní výroby je spojena technická památka – vodní hamr v Dobřívě (zal. 1505) . V závodech okresu je zastoupeno jak hutnictví železa, tak i barevné hutnictví. Středisky tohoto průmyslového odvětví jsou dnes zejm. Hrádek u Rokycan (závod Železárny Hrádek), Rokycany (Kovohutě – zpracování barevných kovů) a Strašice (slévárna).
Dalším významným oborem je strojírenství. Tento obor je na okrese soustředěn zejména do Holoubkova – do obce, která se díky průmyslu po druhé světové válce mnohonásobně rozrostla. V tamním podniku Weiler (dříve KOVOSVIT) se vyrábějí obráběcí stroje a vrtačky. Do závodu DCK Bohemia je soustředěna výroba rozvaděčů nízkého napětí. Jedním z tradičních strojírenských výrobců je Zbirovia Zbiroh (zal. 1845), který vyrábí nářadí. Po revoluci vznikly zejm. v okolí Rokycan závody na výrobu součástek do automobilů (např. Borgers).
Mezi nejnovější průmyslové závody na Rokycansku patří Prowell v Rokycanech vyrábějící široký vlnitý papír a Linde (u Mýta). Naopak po roce 1989 zanikly známé rokycanské závody Marila (výroba džemů), Favorit (výroba jízdních kol), Hamiro (výroba hraček) a závody ZKZ (obkladačky) a Jitona (nábytek) ve Vranově.
Asi nejznámějším produktem vyráběným na Rokycansku jsou dnes nátěrové barvy Primalex, které se vyrábí v původním závodě ZKZ ve Vranově.

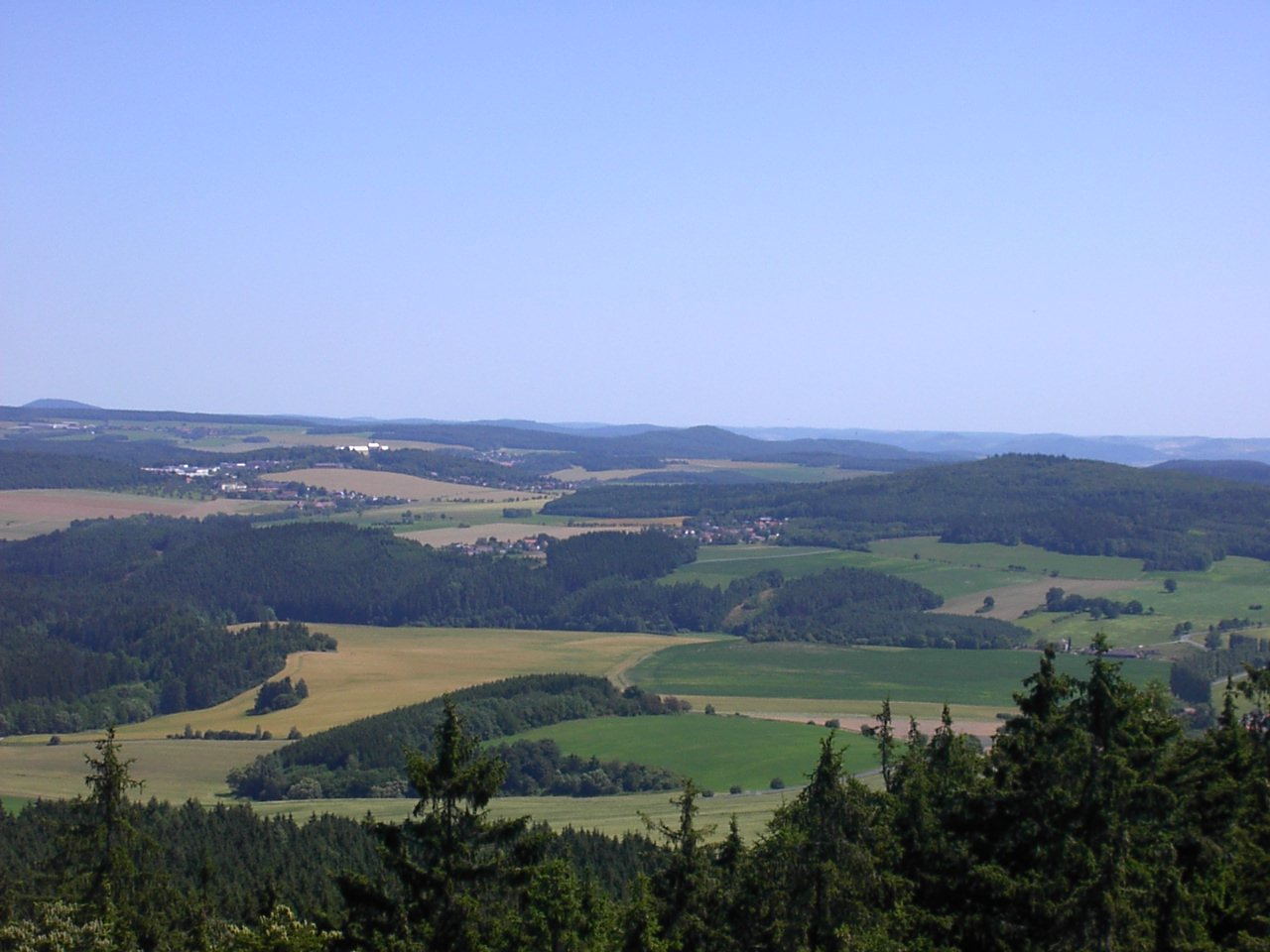
Výhled z Radče směrem ke Zbirohu.

## Doprava

### Silniční doprava
Nejvýznamnější dopravní tepnou okresu je dálnice D5, která 28. října 1995 nahradila tehdejší (přetíženou) silnici I/5 – dnes silnici II/605. Dálnice spojuje Prahu s Plzní a hranicemi SRN v Rozvadově na Tachovsku. Je dlouhá 151 km a v současnosti již zcela dokončená. Na území okresu Rokycany byly její úseky stavěny postupně v letech 1990–1995. V říjnu 1993 byl otevřen úsek Mýto–Klabava, přesně o 2 roky později poté zbylé úseky Kařez–Mýto a Klabava–Ejpovice. Do okresu zasahuje i krátký úsek silnice I/26.
Ze silnic II. třídy jmenujme kromě silnice II/605 (původní hlavní státní silnice Praha–Plzeň–Rozvadov) také silnice II/117 (Žebrák–Hořovice–Strašice–Mirošov–Blovice– …) , II/232 (Rokycany–Liblín–Kozojedy (okres Plzeň-sever)) a II/233 (Rakovník–Zvíkovec–Radnice–Plzeň).
Silnice II. třídy jsou II/117, II/183, II/232, II/233, II/234, II/235 a II/605.

### Železniční doprava
Okresem procházejí tři železniční tratě – jedna hlavní a dvě regionální.

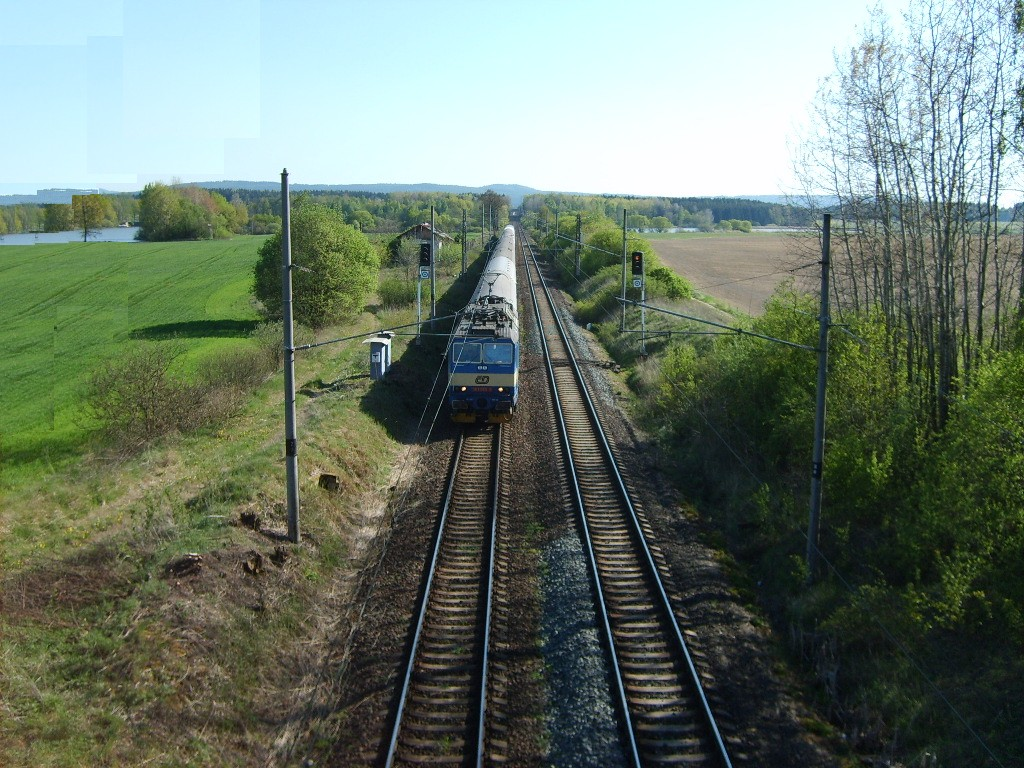
Hlavní železniční trať 170 poblíž stanice Kařízek

Trať 170 Praha–Plzeň–Klatovy vchází na území okresu před stanicí Kařez a opustí ho za zastávkou Ejpovice (celkem 30 km). Je dvojkolejná, v celé své délce elektrizovaná a relativně frekventovaná. Její trasa je součástí třetího železničního koridoru, po přestavbě a modernizaci, byla zrušena v roce 2012 stanice Zbiroh a vznikla nová zastávka Kařez. Po dokončení oprav a modernizací se na trati zvýšila cestovní rychlost. Jsou po ní vedeny kromě osobních a nákladních vlaků také rychlíky a vlaky EuroCity a InterCity. Rychlíkovými železničními stanicemi na Rokycansku jsou Kařez a Rokycany.
Jako trať 175 je v jízdních řádech označována lokálka Rokycany–Nezvěstice. V úseku z Rokycan do Mirošova prochází hustě zalidněnou oblastí a je využívána nejen k osobní, ale také k relativně husté nákladní dopravě, a proto tomuto úseku nehrozí omezování, nebo dokonce rušení provozu. V úseku od stanice Mirošov po stanici Nezvěstice trať vede řídce zalidněnou krajinou s malými obcemi a proto je budoucnost tohoto úseku lokálky nejistý. Za Kornaticemi opouští lokálka území Rokycanska a pokračuje posledních 7 km okresem Plzeň-jih.
Trať 176 vede z Plzně přes Chrást u Plzně (okres Plzeň-město) do Radnice. Na území okresu vstupuje u Smědčic a má 8 zastávek – Sedlecko, Střapole, Všenice, Dolní Stupno, Stupno (úvraťová stanice), Bezděkov u Radnic, Břasy a Radnice. Na této trati zatím nedošlo k výraznějšímu omezování spojů, pouze ke snížení počtu zaměstnanců v souvislosti se zavedením specifického odbavování cestujících.

## Cestovní ruch
Rokycansko je velmi oblíbeným rekreačním zázemím nejen obyvatel Plzně a západočeské oblasti, ale také mnohých Pražanů. Na okrese je velmi rozšířené chalupářství a chatařství – některé obce mají i přes 50 % domů využívaných k rekreaci. Největším lákadlem je relativně zachovalá příroda údolí Berounky, podbrdského kraje a Křivoklátska, která je navíc dobře dostupná po dálnici z Plzně i z Prahy. Úsek Berounky na Rokycansku je oblíben mezi vodáky. Střediskem agroturistiky na okrese je Darovanský dvůr u Darové (obec Břasy).

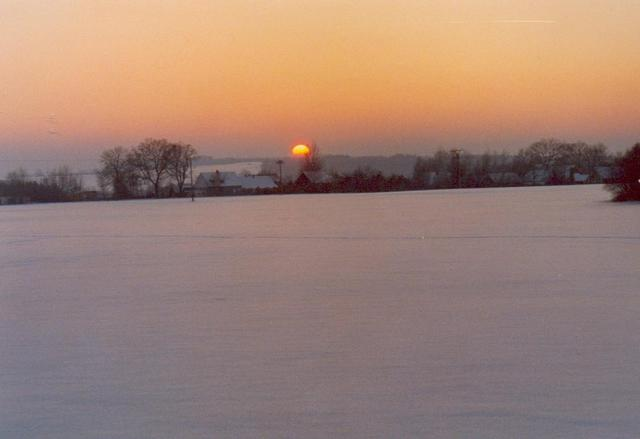
Zimní krajina u Vísek (jižní část okresu).

Nejnavštěvovanějšími stavebními památkami okresu jsou vodní hamr v Dobřívě – technická památka a zámek ve Zbiroze (zpřístupněn od roku 2004, kdy ho opustila armáda). Další zámečky najdeme např. v Mirošově, Radnicích, v Liblíně nebo ve Zvíkovci. Nedaleko Liblína se nad řekou Berounkou tyčí zřícenina gotického hradu Libštejn. Z dalších hradů jmenujme např. Mitrvald.
Okresní město Rokycany bylo v roce 1992 vyhlášeno městskou památkovou zónou. Minulý režim zanechal v historickém jádře města nesmazatelné stopy, přesto se však mnohé památky naštěstí zachovaly dosud (např. gotický kostel na náměstí). V Rokycanech můžeme navštívit Okresní muzeum dr. Bohuslava Horáka s paleontologickou a národopisnou expozicí; jeho paleontologické sbírky se dokonce řadí co do velikosti na 2. místo v České republice, po pražském Národním muzeu. Město je známé také tím, že se nedaleko od něj 10. května 1945 poprvé setkaly americká a sovětská armáda. Tuto událost připomíná pomník na demarkační čáře (u Borku) a Vojenské historické muzeum.
V Radnicích – malém historickém městečku severně od Rokycan – najdeme nejzachovalejší židovskou synagogu v kraji.
V mnoha obcích okresu se zachovala typická lidová architektura – vesnice Vejvanov, Podmokly, Lhota pod Radčem, Jablečno a Dobřív byly v roce 1995 vyhlášeny vesnickými památkovými zónami, vesnice Ostrovec, snad nejhezčí vesnice okresu, je dokonce vesnickou památkovou rezervací. Větší množství zachovalých staveb lidové architektury mají také např. vsi Chlum, Medový Újezd nebo Těškov.

## Ochrana přírody

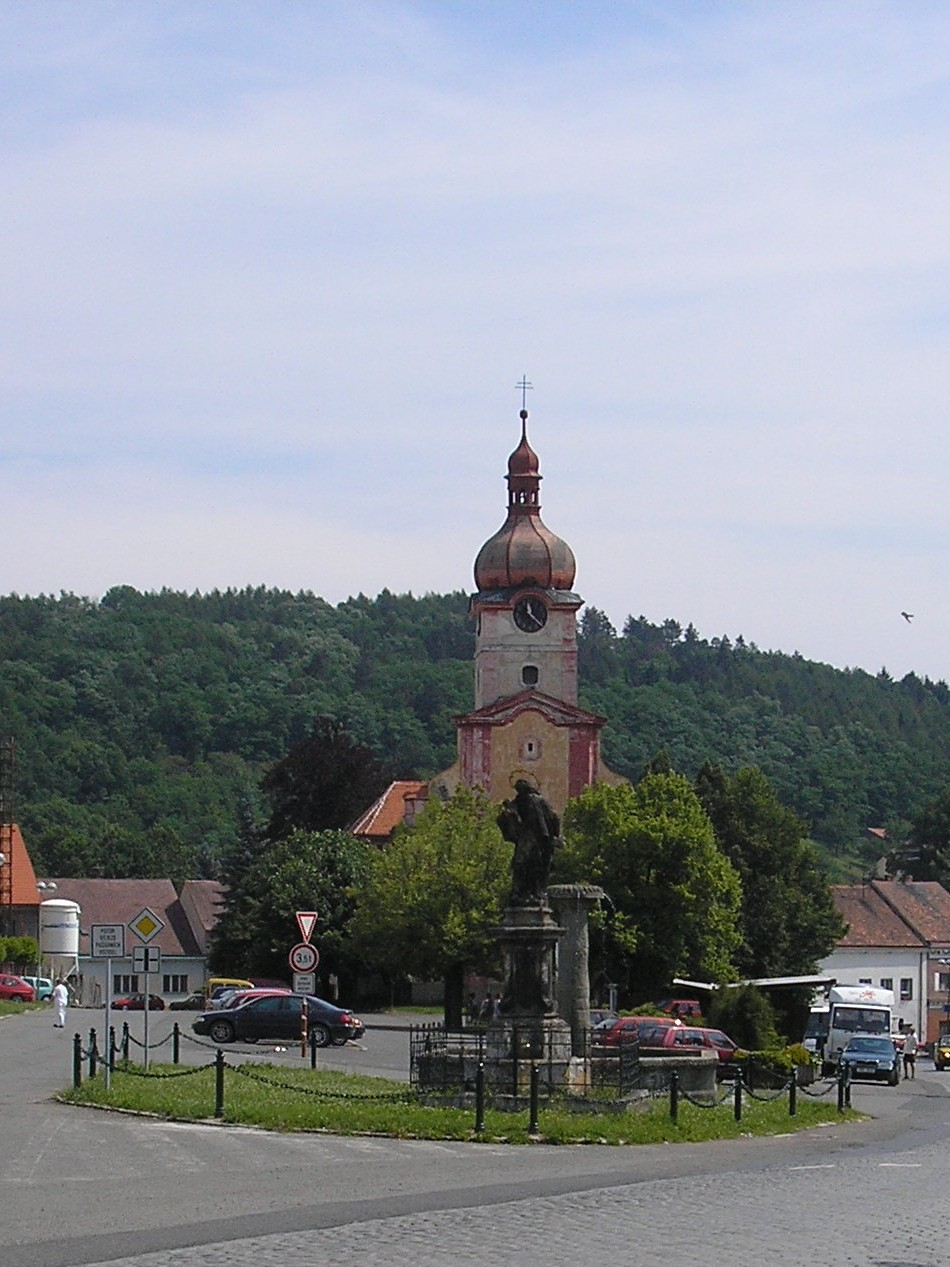
Náměstí v Radnicích.

Na území okresu se na ploše cca 80 km² rozkládá část CHKO Křivoklátsko (cca 1/10 její celkové rozlohy). CHKO byla vyhlášena v roce 1978 a sídlí ve Zbečně na Rakovnicku. Další CHKO jsou Brdy ve východní a jihovýchodní části okresu.

### Přírodní památky
- Horní Berounka
- Chlumská stráň
- Třímanské skály

## Demografické údaje

### Vývoj počtu obyvatel ve vybraných obcích okresu
| Název města | Poč.ob. (1869) | Poč.ob. (1880) | Poč.ob. (1890) | Poč.ob. (1900) | Poč.ob. (1910) | Poč.ob. (1921) | Poč.ob. (1930) | Poč.ob. (1950) | Poč.ob. (1961) | Poč.ob. (1970) | Poč.ob. (1980) | Poč.ob. (1991) | Poč.ob. (2001) | Poč.ob. (2011) | Poč.ob. (2021) |
| ----------- | -------------- | -------------- | -------------- | -------------- | -------------- | -------------- | -------------- | -------------- | -------------- | -------------- | -------------- | -------------- | -------------- | -------------- | -------------- |
| Rokycany    | 4 660          | 5 431          | 5 554          | 6 014          | 7 078          | 7 346          | 8 330          | 9 216          | 11 934         | 12 585         | 13 555         | 14 731         | 14 305         | 13 989         | 14 313         |
| Hrádek      | 691            | 780            | 660            | 612            | 689            | 758            | 933            | 1 147          | 2 174          | 2 859          | 3 358          | 3 052          | 2 900          | 2 844          | 2 824          |
| Zbiroh      | 2 577          | 2 484          | 2 317          | 2 212          | 2 236          | 2 082          | 1 999          | 1 852          | 2 220          | 2 053          | 2 560          | 2 437          | 2 593          | 2 567          | 2 508          |
| Radnice     | 3 034          | 3 021          | 2 739          | 2 739          | 2 558          | 2 513          | 2 478          | 2 021          | 2 220          | 2 064          | 1 864          | 1 729          | 1 699          | 1 733          | 1 801          |
| Mirošov     | 1 626          | 2 318          | 2 388          | 2 041          | 1 715          | 1 729          | 1 946          | 1 826          | 1 875          | 2 186          | 2 218          | 2 045          | 2 237          | 2 343          | 2 274          |
| Mýto        | 2 114          | 2 102          | 2 159          | 2 287          | 2 296          | 2 191          | 2 217          | 1 676          | 1 823          | 1 640          | 1 497          | 1 382          | 1 403          | 1 506          | 1 526          |
| Břasy       | 4 098          | 4 922          | 5 275          | 4 845          | 4 359          | 3 996          | 3 931          | 3 224          | 3 293          | 2 802          | 2 600          | 2 214          | 2 033          | 2 151          | 2 306          |
| Holoubkov   | 571            | 564            | 801            | 889            | 968            | 880            | 823            | 806            | 989            | 1 045          | 1 328          | 1 239          | 1 453          | 1 469          | 1 451          |
| Zvíkovec    | 507            | 477            | 426            | 462            | 446            | 421            | 360            | 265            | 282            | 246            | 225            | 183            | 188            | 197            | 204            |

Data k 30. červnu 2005:
| Popis          | Celkem | Ženy           | Muži           |
| -------------- | ------ | -------------- | -------------- |
| počet obyvatel | 45 740 | 23 208 50,74 % | 22 532 49,26 % |
| průměrný věk   | 40,7   | 42,0           | 39,4           |

- hustota zalidnění: 80 ob./km²
- 54,23 % obyvatel žije ve městech

### Zaměstnanost
(2003)
| Počet obyvatel se stálým zaměstnáním | 8 626     |
| Průměrný plat                        | 15 117 Kč |
| Nezaměstnaných                       | 1 950     |
| Míra nezaměstnanosti                 | 8,31 %    |

### Školství
(2003)
| Druh školy                     | Počet škol |
| ------------------------------ | ---------- |
| Mateřské školy                 | 20         |
| Základní školy                 | 19         |
| Gymnázia                       | 1          |
| Střední školy průmyslové školy | 1          |
| Střední odborná učiliště       | 2          |
| Vyšší odborné školy            |            |

### Zdravotnictví
(2003)
| Lékaři                          | 127 |
| Nemocnice                       | 1   |
| Specializovaná léčebná zařízení | 1   |
| Zubní lékaři                    | 21  |
| Lékárny                         | 11  |

### Zdroj
- Český statistický úřad

## Seznam obcí a jejich částí

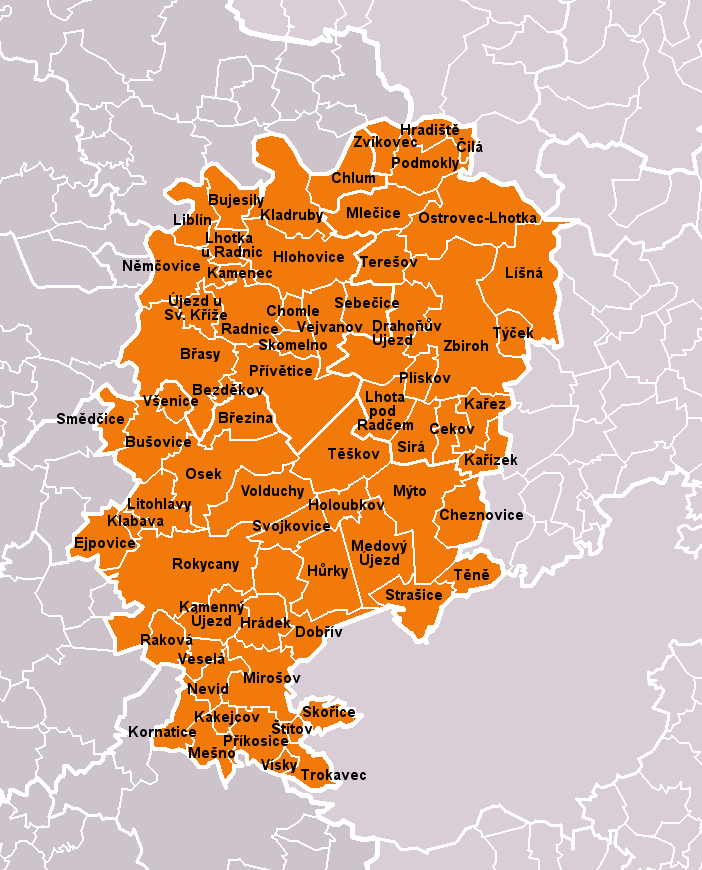
Obce okresu Rokycany

Města jsou uvedena tučně, městyse kurzívou, části obcí malince.

Bezděkov •
Břasy (Darová • Kříše • Stupno • Vranovice) •
Březina •
Bujesily •
Bušovice (Sedlecko • Střapole) •
Cekov •
Čilá •
Dobřív (Pavlovsko) •
Drahoňův Újezd •
Ejpovice •
Hlohovice (Hlohovičky • Mostiště • Svinná) •
Holoubkov •
Hrádek (Nová Huť) •
Hradiště •
Hůrky •
Cheznovice •
Chlum •
Chomle •
Kakejcov •
Kamenec •
Kamenný Újezd (Kocanda) •
Kařez •
Kařízek •
Klabava •
Kladruby (Hřešihlavy • Třímany • Vojenice) •
Kornatice •
Lhota pod Radčem •
Lhotka u Radnic (Chockov) •
Liblín •
Líšná •
Litohlavy •
Medový Újezd •
Mešno •
Mirošov (Myť) •
Mlečice (Prašný Újezd • Skoupý) •
Mýto •
Němčovice (Olešná) •
Nevid •
Osek (Vitinka) •
Ostrovec-Lhotka (Lhotka • Ostrovec) •
Plískov •
Podmokly •
Příkosice •
Přívětice (Sklená Huť) •
Radnice (Svatá Barbora) •
Raková •
Rokycany (Borek • Nové Město • Plzeňské Předměstí • Střed) •
Sebečice (Biskoupky) •
Sirá •
Skomelno •
Skořice •
Smědčice •
Strašice •
Svojkovice •
Štítov •
Těně •
Terešov (Bílá Skála) •
Těškov •
Trokavec •
Týček •
Újezd u Svatého Kříže •
Vejvanov •
Veselá •
Vísky •
Volduchy •
Všenice •
Zbiroh (Chotětín • Jablečno • Přísednice • Třebnuška) •
Zvíkovec